# Cleomenes robustior
Cleomenes robustior är en skalbaggsart. Cleomenes robustior ingår i släktet Cleomenes och familjen långhorningar.

## Underarter
Arten delas in i följande underarter:
- C. r. robustior
- C. r. sumatrensis